# كروتون أليغري
كروتون أليغري (الاسم العلمي: Croton alegrensis) هو نوع من النباتات يتبع جنس الكروتون من الفصيلة الفربيونية.